# Dioda ładunkowa
Dioda ładunkowa – dioda półprzewodnikowa składająca się z trzech warstw półprzewodnika. Wykorzystuje zjawisko, w którym przy niewielkiej zmianie ładunku między warstwami P i N następuje gwałtowna zmiana rezystancji diody, co powoduje powstanie impulsów prądu o bardzo stromych zboczach. Impuls taki pozwala otrzymać wiele częstotliwości harmonicznych przebiegu podstawowego. Znajduje zastosowanie w powielaczach wysokich częstotliwości.
Dioda ładunkowa (SRD) przy niskich częstotliwościach wykazuje charakterystykę podobną do typowej diody. Początkowo, gdy działa, wykazuje niezwykle niską impedancję wynoszącą około 1 ohm. Jednak w miarę dalszego działania impedancja zaczyna rosnąć z powodu gromadzenia się ładunku na złączu diody.
Podczas napotkania ujemnego cyklu wejściowego nośniki ładunku obecne na złączu nie są natychmiast odprowadzane lub „odłączane”. Zamiast tego wymagają one krótkiej chwili, co prowadzi do niewielkiego wzrostu prądu na początku ujemnego cyklu wejściowego. Ta wyjątkowa cecha umożliwia SRD minimalny czas przełączania, zwykle wynoszący zaledwie kilka nanosekund. Ta szybka zdolność przełączania nadaje mu potencjał do generowania ostrych, dobrze zdefiniowanych impulsów. Takie impulsy znajdują krytyczne zastosowanie w obwodach kształtujących fale, podkreślając znaczenie SRD w elektronice.
Diody SRD są często wykorzystywane w scenariuszach wymagających powtarzalnych operacji impulsowych, dzięki ich szybkiemu czasowi regeneracji. Konstrukcja pozwala wytrzymać wysokie prądy szczytowe i napięcia, dzięki czemu zyskały alternatywne nazwy, takie jak diody prądu szczytowego lub diody lawinowe. Jedną z kluczowych cech SRD jest ich znaczna pojemność złącza. Pojemność ta, utworzona przez obszar zubożenia między dwoma złączami p-n, musi zostać odpowiednio naładowana, zanim dioda będzie mogła przewodzić. Gdy dioda jest poddawana odwrotnej polaryzacji, pojemność złącza stopniowo się ładuje, aż osiągnie próg, co prowadzi do lawinowego przebicia. Podczas tej fazy elektrony bez przeszkód przemierzają diodę, indukując znaczny przepływ prądu i w konsekwencji wytwarzanie ciepła.
Aspektem zachowania SRD jest nagły spadek prądu wstecznego do zera po rozproszeniu zmagazynowanego ładunku. Eliminuje to zjawisko „ogonowania” prądu wstecznego. Biorąc pod uwagę jego nieodłączną zdolność do przechowywania znacznej ilości mniejszościowych nośników ładunku podczas przykładania napięcia, zyskał on przydomek „diody magazynującej ładunek”.